# Ahmed Ben Yahia
Ne doit pas être confondu avec Ahmed ben Yahya.
Ahmed Ben Yahia, né le 5 mai 1985, est un footballeur tunisien évoluant au poste d'attaquant.

## Carrière
- 2005-2007 : Espérance sportive de Tunis ( Tunisie)
- 2007-2008 : Paris FC ( France)
- 2008-2009 : Avenir sportif de La Marsa ( Tunisie)
- 2009-déc. 2011 : Avenir sportif de Kasserine ( Tunisie)
- déc. 2011-2012 : El Gawafel sportives de Gafsa ( Tunisie)
- depuis 2012 : Olympique du Kef ( Tunisie)